# Лаконија (Њу Хемпшир)
Лаконија (енгл. Laconia) град је у америчкој савезној држави Њу Хемпшир.

## Демографија
По попису из 2010. године број становника је 15.951, што је 460 (-2,8%) становника мање него 2000. године.
| Група             | 2000.          | 2010.          |
| Белци             | 15.777 (96,1%) | 14.912 (93,5%) |
| Афроамериканци    | 90 (0,5%)      | 150 (0,9%)     |
| Азијати           | 120 (0,7%)     | 391 (2,5%)     |
| Хиспаноамериканци | 162 (1,0%)     | 250 (1,6%)     |
| Укупно            | 16.411         | 15.951         |